# Пирифлегетон
Пирифлегетон (на старогръцки: Πυριφλεγὲθων, от πὺρ – огън и φλεγὲω – горя), наричана и Флегетон, е една от петте реки, които според митологията на древните гърци текат в Подземния свят (Царството на Хадес).
Едно от най-вълнуващите описания на реката е у Платон, в диалога „Федон“, където Аид е описан със стил и въображение, а самото описание се приписва на философа Сократ, който от своя страна се позовава на поезията на Омир. В диалога за тази подземна река се твърди, че е „поток от огън, който се увива около земята и се влива в дълбините на Тартар“. Според други представи също намиращи се у Омир (поемата "Одисея") заедно с реката Кокит, Пирифлегетон се влива в Ахерон. Приписваните й огнени свойства я доближават до съвременните теории за строежа на земните недра (конкретно - за земната мантия, изградена от магма). Това може да се обясни с наблюдения на сицилианския вулкан Етна, на територията на древната Велика Гърция (Магна Греция), но също и с почитането на огъня като стихия, която заедно с водата има пречистваща функция и докато водата измива тялото, то огънят е този, който преражда душата. Възможно е последната представа да е вдъхновила философа Емпедокъл в края на живота си да скочи в кратера на Етна, за да стане безсмъртен или да остави спомен за себе си, като за такъв. Според византийската енциклопедия "Суда" душите преминавайки през огнените води на Пирифлегетон се очистват от греховете си и могат да продължат своето щастливо съществуване, докато в по-старите представи това е по-скоро място на дълготрайно страдание на убийците на родителите си. Според Данте Алигиери служи по-общо за наказване на извършилите насилия срещу ближните си (явно в смисъла придаван на това понятие от Исус Христос - Притча за добрия самарянин - като за човек, който иначе може и въобще да не е близък някому, но е готов и при най-тежки беди да се държи с него така, както би трябвало винаги да се държат близките) и е съставена от кипяща кръв. Вергилий споменава Флегетон заедно с другите адски реки в Енеида, книга VI, 265, 551.